# Wojny austriacko-tureckie
Wojny austriacko-tureckie – wojny toczone między Imperium Osmańskim a Monarchią Habsburgów między XVI wiekiem a końcem wieku XVIII.
- I wojna austriacko-turecka (1525-1541)
- II wojna austriacko-turecka (1566-1568)
- III wojna austriacko-turecka (1593-1606)
- IV wojna austriacko-turecka (1663-1664)
- V wojna austriacko-turecka (1683-1699)
- VI wojna austriacko-turecka (1716-1718)
- VII wojna austriacko-turecka (1735-1739)
- VIII wojna austriacko-turecka (1787-1792)